# Nastro d'argento a la carrera
El Nastro d'argento a la carrera és un premi de cinema italià atorgat anualment pel Sindicat Nacional de Periodistes Cinematogràfics Italians (Sindacato Nazionale dei Giornalisti Cinematografici Italiani) l'associació italiana de crítics de cinema, des del 1984.

## Guanyadors
- 1984: Carlo Ludovico Bragaglia
- 1995: Michelangelo Antonioni, Sophia Loren i Alberto Sordi
- 1996: Ingmar Bergman
- 1998: Nino Baragli
- 2001: Armando Trovajoli
- 2003: Luis Bacalov
- 2005: Suso Cecchi D'Amico i Mario Monicelli
- 2006: Stefania Sandrelli
- 2007: Dino Risi
- 2008: Piero De Bernardi, Giuliano Gemma, Carlo Lizzani i Vittorio Storaro
- 2010: Ugo Gregoretti, Gilles Jacob, Ilaria Occhini i Armando Trovajoli
- 2011: Emidio Greco, Fulvio Lucisano i Marina Piperno
- 2013: Roberto Herlitzka
- 2014: Marina Cicogna, Francesco Rosi i Piero Tosi
- 2018: Gigi Proietti, Massimo Ghini
- 2019: Silvano Agosti
- 2020: Toni Servillo
- 2022: Gina Lollobrigida[3]
- 2023: Giovanna Ralli[4]